# إلياهو بن إليسار
إلياهو بن إليسار (بالعبرية: אליהו בן אלישר) ـ (2 أغسطس 1932 ـ 12 أغسطس 2000)، دبلوماسي إسرائيلي كان أول سفير إسرائيلي إلى القاهرة.
ولد بن إليسار ـ واسمه الحقيقي إيلي غوتليب ـ في مدينة رادوم البولندية. تخرج في جامعة باريس بتخصص العلوم الاجتماعية، ثم هاجر إلى الولايات المتحدة الأمريكية، ومنها الي إسرائيل
وصل بن إليسار إلى القاهرة سفيرًا بها يوم 24 فبراير 1980 ـ في نفس يوم وصول سعد مرتضى أول سفير مصري إلى تل أبيب ـ وظل في منصبه عامًا واحدًا ثم خلفه موشيه ساسون عام 1981. عمل بن إليسار أيضًا سفيرًا لإسرائيل في الولايات المتحدة بين عامي 1996 و1998.

## روابط خارجية
- إلياهو بن إليسار على موقع مونزينجر (الألمانية)